# Entandrophragma angolense
Entandrophragma angolense ist eine Pflanzenart innerhalb der Familie der Mahagonigewächse (Meliaceae). Sie ist im tropischen Afrika (West- und Zentralafrika) verbreitet. Für das Holz von Entandrophragma angolense gibt es mehrere Handelsnamen Tiama, Gedu nohor, Kalungi und Edinam. Das Handelskurzzeichen nach DIN EN 13556 für diese Holzart lautet ENAN. Trivialnamen sind in englisch Tiama mahogany, in französisch Tiama, Acajou tiama und in portugiesisch Kibaba da queta.

## Beschreibung

### Erscheinungsbild, Rinde und Blatt
Entandrophragma angolense wächst als laubabwerfender Baum und erreicht Wuchshöhen von 40 bis 50, selten bis zu 60 Metern. Der bei Brusthöhendurchmessern von 0,7 bis 1,0 oder bis zu 2,0 Metern selten zylindrische, oft verformte, meist gerade Stamm ist bis zu einer Höhe von 30, selten bis 40 Metern astfrei. Oftmals wird der Stamm durch breite, stumpfe Brettwurzeln gestützt, die bis zu 6 Meter hoch hinauf reichen und oft bis in oberirdische Wurzeln erstrecken. Die anfangs fast glatte Borke bildet später bis 20 Zentimeter große, unregelmäßige Schuppen, die sich am Ende in Fasern auflösen. Die Borke weist außen eine hell gräulich-braune bis orange-braune und innen eine rosafarben-rötliche Färbung auf. Die Rinde der Zweige ist kahl und es sind darauf Blattnarben und Lentizellen erkennbar.
Die wechselständig an den Enden der Zweige gehäuft angeordneten Laubblätter sind in Blattstiel und -spreite gegliedert. Der 8 bis 18 Zentimeter lange Blattstiel ist abgeflacht oder etwas gefurcht und oft an seiner Basis etwas geflügelt. Die Blattrhachis ist 6 bis 30 Zentimeter lang. Die kurzen Stiele der Blättchen sind 1 bis 6 Millimeter lang. In der paarig gefiederten Blattspreite sind meist 14 bis 20 (8 bis 22) Blättchen gegen- bis wechselständig angeordnet. Die Blättchen bei einer Länge von 3,5 bis meist 7 bis 28 Zentimetern sowie einer Breite von 2 bis meist 3 bis 8,5 Zentimetern verkehrt-eiförmig bis elliptisch mit keilförmiger bis fast abgerundeter Basis und spitzem oder bespitztem oberen Ende. Die dünnledrigen Blättchen sind fast kahl und besitzen auf jeder Seite des meist behaarten Mittelnerves sechs bis zwölf Seitennerven. Es sind keine Nebenblätter vorhanden.

### Blütenstand und Blüte
Entandrophragma angolense ist zweihäusig getrenntgeschlechtig (diözisch). Der seiten- oder endständige, stark verzweigte, kurz behaarte bis fast kahle, rispige Blütenstand besitzt eine Länge von 30 bis 40 Zentimetern. Die Blütenstiele sind 0,5 bis 1,5 Millimeter lang.
Die funktional eingeschlechtigen Blüten sind radiärsymmetrisch und fünfzählig mit doppelter Blütenhülle. In den Blütenknospen sind die gedrehten Kronblätter viel länger als die Kelchblätter. Die fünf 0,5 bis 1 Millimeter langen Kelchblätter sind bis etwa zur Mitte becherförmig verwachsen und an den Rändern kurz behaart. Die fünf freien, grünlich-weißen, kahlen Kronblätter sind bei einer Länge von 4 bis 5 Millimetern schmal-elliptisch. Der fünflappige, polsterförmige Diskus umhüllt die Basis des Fruchtknotens und bildet mit zehn kurzen Leisten eine Verbindung zur Staubblattröhre. Es sind zwei Kreise mit je fünf Staubblättern vorhanden. Die zehn Staubfäden sind einer etwa 4 Millimeter langen becherförmigen Staubblattröhre, die einen fast ganzen Rand besitzt, verwachsen. Auf den sehr kurzen, freien Abschnitten der Staubfäden befinden sich die zehn Staubbeutel. Die fünf Fruchtblätter sind zu einem konischen, oberständigen, fünfkammerigen Fruchtknoten verwachsen. Bei den männlichen Blüten öffnen sich die Staubbeutel mit einem Längsschlitz und es ist ein rudimentärer Fruchtknoten vorhanden. Jede Fruchtknotenkammer enthält einige hängende anatrope Samenanlagen in zwei Reihen. Bei den weiblichen Blüten öffnen sich die kleineren Staubbeutel nicht. Der kurze, dicke Griffel überragt die Staubblätter etwas. Die scheibenförmige und gelappte Narbe blockiert den Eingang zur Staubblattröhre nicht völlig.

### Frucht und Samen
Die bei einer Länge von 15 bis 22 Zentimetern sowie einem Durchmesser von 3,5 bis 5 Zentimetern „zigarrenförmige“, septifrage Kapselfrucht färbt sich bei Reife braun bis schwarz. Am Grund öffnet sich die vielsamige Kapselfrucht mit fünf holzigen Klappen. Die einseitig beflügelten Samen sind etwa 1,5 Zentimeter lang und mit Flügel bis 9,5 Zentimeter.

## Vorkommen
Das weite ursprüngliche Verbreitungsgebiet von Entandrophragma angolense erstreckt sich von Guinea ostwärts bis zum südlichen Sudan, Uganda und westlichen Kenia und südwärts bis zur Demokratischen Republik Kongo sowie Angola.
In Westafrika gedeiht Entandrophragma angolense am häufigsten in feuchten halbimmergrünen Wäldern, insbesondere in Gebieten mit Jahresniederschlägen von 1600 bis 1800 mm; sie kommt auch in immergrünen Wäldern vor, aber ihre Häufigkeit nimmt in Gebieten mit Jahresniederschlägen von über 2300 mm stark ab. Entandrophragma angolense gedeiht in Ostafrika in Regenwäldern tiefer bis mittleren Höhenlagen und manchmal auch in Galeriewäldern sowie Dickichten bis in Höhenlagen von 1800 Metern. Sie wächst am besten auf gut drainierten Böden mit guter Wasserhaltekapazität.

## Gefährdung und Schutz
In Ghana und Uganda wird Entandrophragma angolense als eine bedrohte Art betrachtet. In der Roten Liste gefährdeten Arten der IUCN wird Entandrophragma angolense als „gefährdet“ („vulnerable“) gelistet. Die Art Entandrophragma angolense ist bislang noch nicht durch das Washingtoner Artenschutzübereinkommen (CITES) als geschützt gelistet.

## Taxonomie
Die Erstbeschreibung erfolgte 1859 unter dem Namen (Basionym) Swietenia angolensis durch Friedrich Welwitsch. Die Neukombination zu Entandrophragma angolense (Welw.) C.DC. wurde 1894 durch Casimir Pyramus de Candolle in Bulletin de l'Herbier Boissier, 2, S. 582, Tafel 21 veröffentlicht. 
Weitere Synonyme für Entandrophragma angolense (Welw.) C.DC. sind: Entandrophragma congoense (Pierre ex De Wild.) A.Chev., Leioptyx congoensis Pierre ex De Wild., Entandrophragma pierrei A.Chev., Entandrophragma septentrionale A.Chev., Entandrophragma candolleanum De Wild. & T.Durand, Entandrophragma gregoireianum Staner, Entandrophragma macrophyllum A.Chev., Entandrophragma leplaei Vermoesen, Entandrophragma rederi Harms, Entandrophragma platanoides Vermoesen.

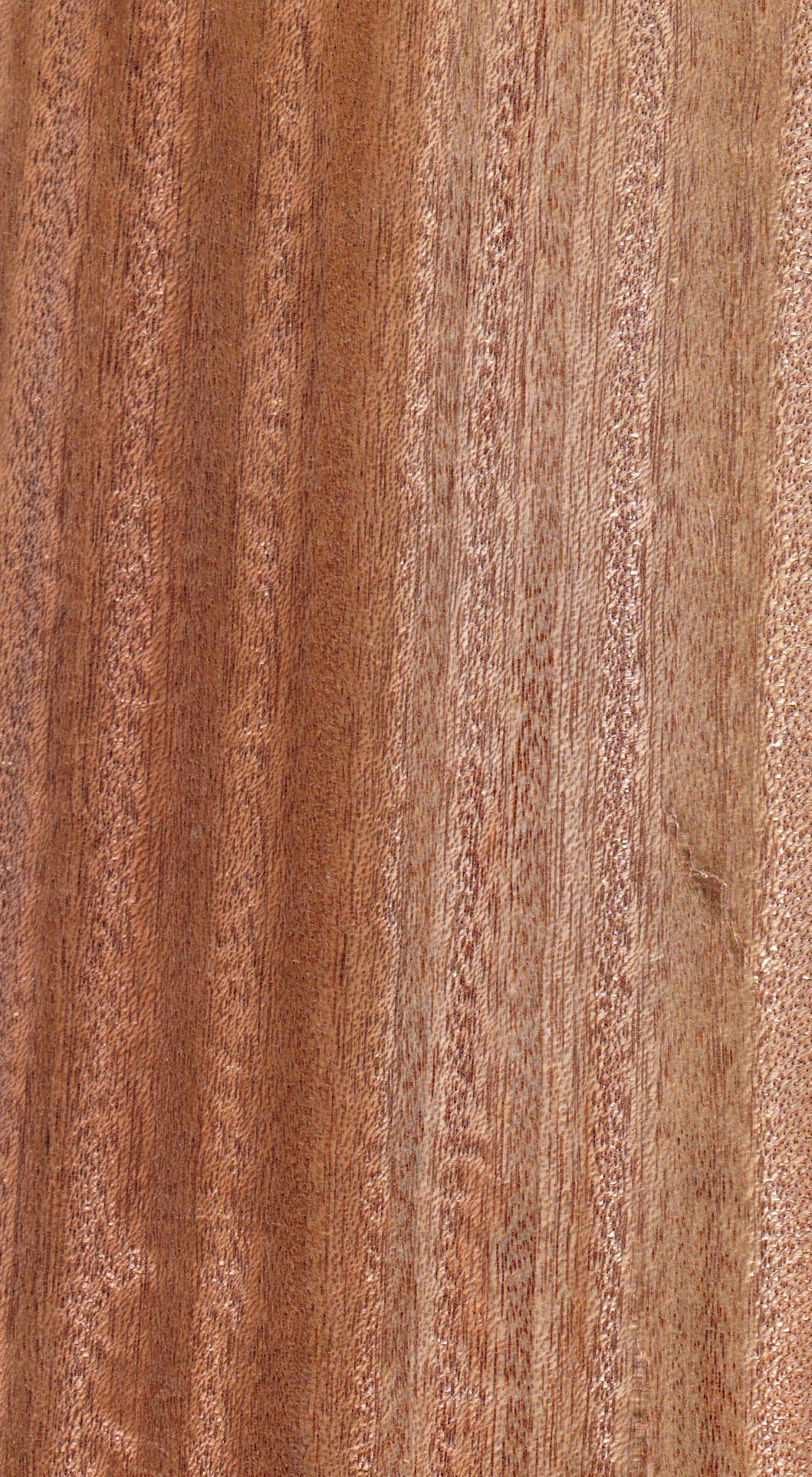
Tiama

## Holz
Tiama gilt als Austauschholz für Edelhölzer wie Khaya, Kosipo, Sapeli, Red Meranti, Dibetou und sogar Amerikanisches Mahagoni.
Das Splintholz kann eine Breite über 10 Zentimetern aufweisen. Die Färbung des Splintholzes ist weißlich bis rötlichgrau. Das Kernholz ist mahagoniähnlich und reicht von hellrot bis rötlich braun und hat teilweise eine violette Tönung. Im lebenden Baum ist das Kern- und Splintholz farblich schwer voneinander zu unterscheiden. Erst durch die Trocknung und damit verbundener Nachdunklung wird die Abgrenzung zwischen Kern- und Splintholz deutlich. Das Holz ist nicht sehr widerstandsfähig gegenüber Pilzbefall und wird in die Dauerhaftigkeitsklasse 3 eingeordnet.

### Strukturmerkmale

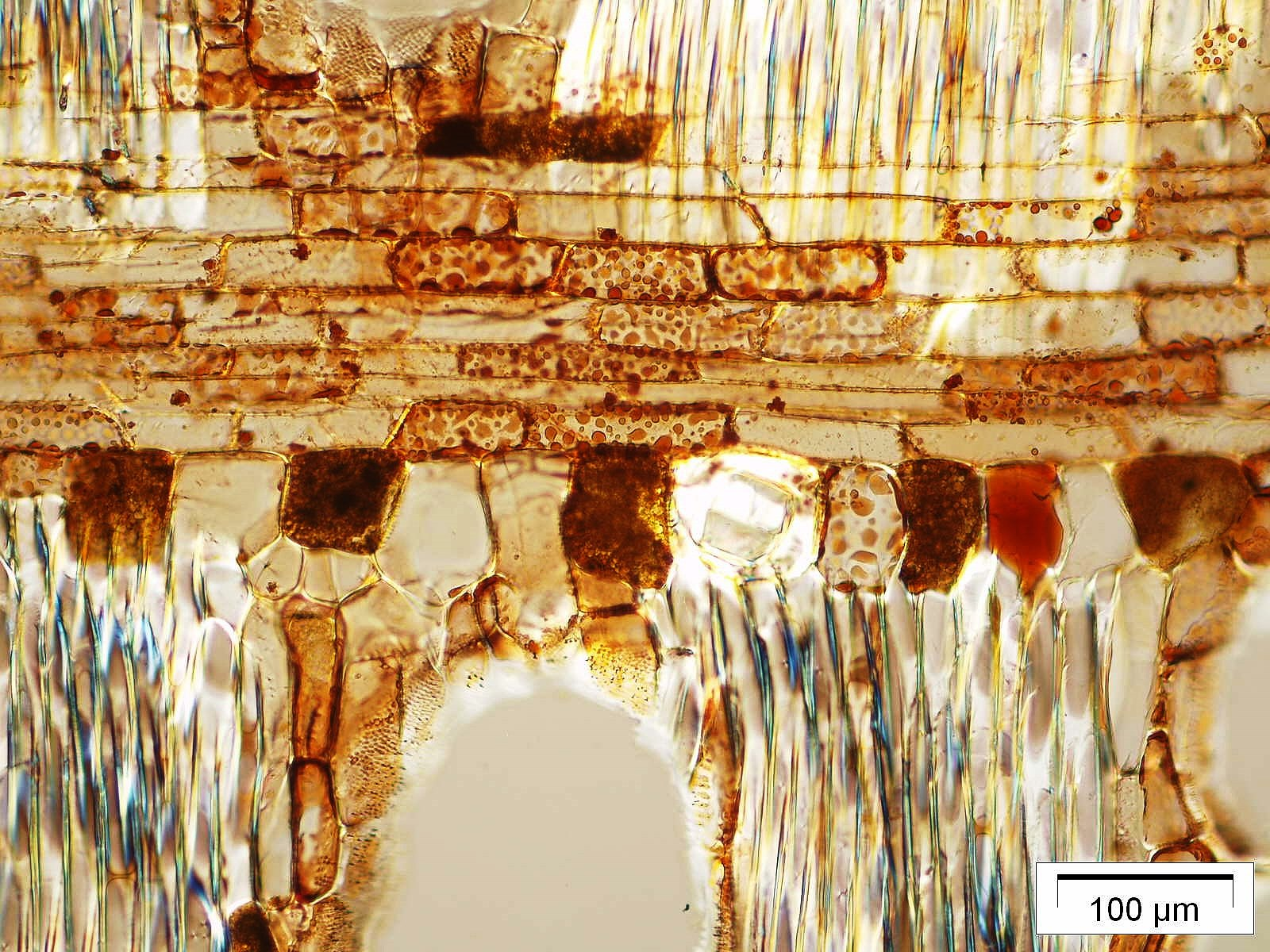
Tiama: Mikroskopische Ansicht des Radialschnittes

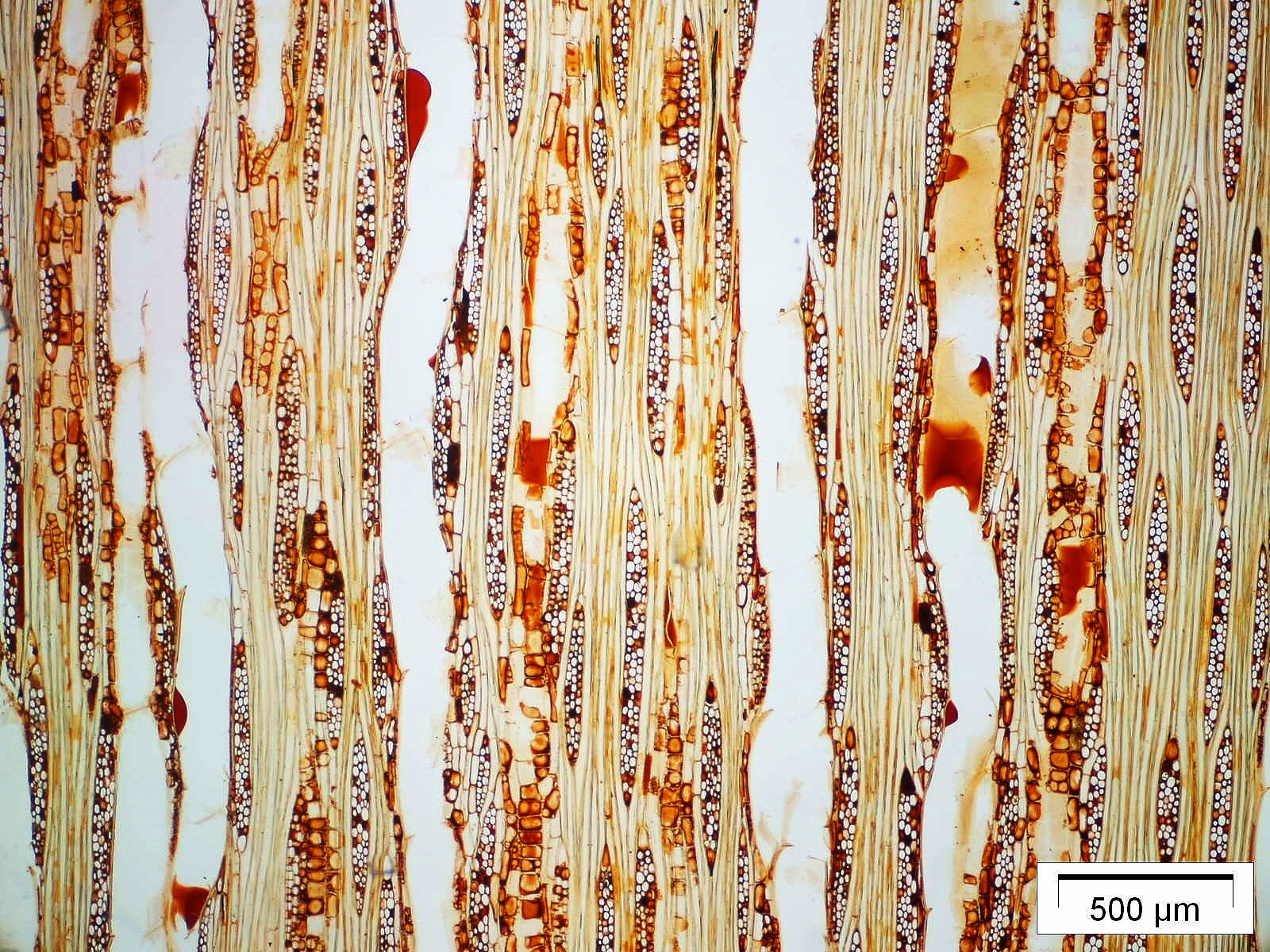
Tiama: Mikroskopische Ansicht des Tangentialschnittes

Das Holz ist zerstreutporig. Die Gefäße haben einen Durchmesser von 110 bis 200 Mikrometer und gelten somit als mittelgroß bis groß. In den Gefäßen sind rotbraune, kristalline Inhaltsstoffe enthalten. Harzgefäße sind zahlreich enthalten. In den Schnittflächen zeichnen sich die Markstrahlen als Spiegel ab. Die dekorative Streifzeichnung bei Tiama entsteht durch einen ausgeprägten breit bis eng gestreiften Wechseldrehwuchs.

### Verwendung
Das Holz findet vielfältige Verwendung. Es kann als Vollholz oder auch als Furnier eingesetzt werden sowie im Innen- und im Außenbereich. Durch das mahagoniartige Aussehen eignet sich die Nutzung des Messerfurniers von Tiama in der Möbelindustrie, zum Beispiel als Möbelfront. Schälfurnier wird zur Herstellung von Spezialsperrholz verwendet. Als Vollholz im Innenausbau eignet sich Tiama als Parkett, Treppe oder als Möbelteil. Tiama wird auch als Konstruktionsholz für mittlere Beanspruchung im Innen- und Außenbereich eingesetzt sowie im Schiffs- und Fahrzeugbau. Das Holz findet beim Drechseln und Schnitzen Verwendung.

### Bearbeitbarkeit
Tiama-Holz lässt sich recht einfach bearbeiten. Es ist gut zu messern und zu schälen. Der Wechseldrehwuchs führt meist nur zu geringer Rauigkeit. Der Harzgehalt kann dazu führen, dass Werkzeuge abstumpfen und verklebt werden. Jegliche Holzverbindungen (zum Beispiel Nägel, Schrauben, Verleimungen) halten gut. Die Trocknung ist langsam durchzuführen, da das Holz zu Verwerfungen neigt. Auch die Oberfläche des Holzes kann gut bearbeitet werden. Diese können gebeizt oder lackiert werden. Um die ansprechende, dekorative Färbung des Holzes zu erhalten, sollte dies mit transparenten oder klaren Überzugsmitteln behandelt werden.

### Mechanische Eigenschaften
| Kenngröße         | Wert         | Einheit |
| ----------------- | ------------ | ------- |
| Rohdichte         | 0,8-0,85-0,9 | g/cm³   |
| Druckfestigkeit   | 38-48-59     | N/mm²   |
| Elastizitätsmodul | 8800–11300   | N/mm²   |
| Biegefestigkeit   | 61-78-92     | N/mm²   |
| Zugfestigkeit     | 1,6-2,1-2,6  | N/mm²   |

## Weiterführende Literatur
- Jean Bickii, Guy R. Tchouya, Tchouankeu Jean C.,  Etienne Tsamo: The antiplasmodial agents of the stem bark of Entandrophragma angolense (Meliaceae). In: African Journal of Traditional, Complementary and Alternative medicines. Volume 4, Issue 2, 2006, S. 135–9, PMC 2816453 (freier Volltext).
- Woods: Entandrophragma angolense C.DC., Entandrophragma candollei Harms, Entandrophragma cylindricum Sprague, Entandrophragma utile Sprague and other Entandrophragma spp. In: The MAK Collection for Occupational Health and Safety, Series Occupational Toxicants. Volume 18, 2002. PDF.
- M. Mbatudde, G. Majaliwa, G. Eilu, E. Kakudidi, H. Dalitz: Potential distribution of vulnerable Entandrophragma angolense (Welw.) C. DC. (Meliaceae) in East Africa. In: African Journal of Ecology. Volume 51, Issue 3, September 2013, S. 471–481, doi:10.1111/aje.12058.